# Campeonato Europeo de la UEFA Sub-19 2024
El Campeonato de Europa Sub-19 de la UEFA de 2024 fue la XXI edición del Campeonato de Europa Sub-19, organizado por la UEFA. La fase final se disputó en Irlanda del Norte del 15 al 28 de julio de 2024. Italia fue la defensora del título.
El torneo también sirvió como clasificatorio de la UEFA para la Copa Mundial Sub-20 de la FIFA 2025.

## Elección de sede
Los Interesados de este torneo fueron:
- Irlanda del Norte
- España
- Noruega

Interesados Retirados:
- Rusia (Retirada por suspensión)

## Clasificación
Un total de 53 países de la UEFA participaron en la competición, y con la anfitriona Irlanda del Norte clasificada automáticamente.
Los otros 52 equipos participaron en la competición de clasificación, que se desarrolló en dos rondas: Ronda de clasificación, que tuvo lugar en octubre de 2023, y la ronda Elite, que tuvo lugar en marzo de 2024, la cual determinó los siete lugares restantes en el torneo final.

## Sorteo
El sorteo se realizó el 17 de abril de 2024.

## Sedes
| Belfast Larne |                   |                  |                  |
| Belfast Larne | Belfast           | Belfast          | Larne            |
| ------------- | ----------------- | ---------------- | ---------------- |
| Belfast Larne | Windsor Park      | Seaview          | Inver Park       |
| Belfast Larne | Capacidad: 18 500 | Capacidad: 3 383 | Capacidad: 3 000 |
| Belfast Larne |                   |                  |                  |

## Participantes
Los siguientes ocho equipos se clasificaron para el torneo final.
| Equipo            | Clasificado como | Clasificado en fecha | Apariciones previas en Eurocopa Sub-19 solo era Sub-19 (desde 2002)               |
| ----------------- | ---------------- | -------------------- | --------------------------------------------------------------------------------- |
| Irlanda del Norte | Anfitrión        | 19 de abril de 2021  | 1 (2005)                                                                          |
| España            | Ganador Grupo 1  | 26 de marzo de 2024  | 13 (2002, 2004, 2006, 2007, 2008, 2009, 2010, 2011, 2012, 2013, 2015, 2019, 2023) |
| Francia           | Ganador Grupo 2  | 26 de marzo de 2024  | 12 (2003, 2005, 2007, 2009, 2010, 2012, 2013, 2015, 2016, 2018, 2019, 2022)       |
| Noruega           | Ganador Grupo 3  | 26 de marzo de 2024  | 6 (2002, 2003, 2005, 2018, 2019, 2023)                                            |
| Dinamarca         | Ganador Grupo 4  | 26 de marzo de 2024  | 0 Debut                                                                           |
| Italia            | Ganador Grupo 5  | 26 de marzo de 2024  | 9 (2003, 2004, 2008, 2010, 2016, 2018, 2019, 2022, 2023)                          |
| Turquía           | Ganador Grupo 6  | 26 de marzo de 2024  | 6 (2004, 2006, 2009, 2011, 2013, 2018)                                            |
| Ucrania           | Ganador Grupo 7  | 26 de marzo de 2024  | 5 (2004, 2009, 2014, 2015, 2018)                                                  |

## Fase de grupos
– Clasificados a Semifinales y a la Copa Mundial Sub-20 de 2025.

     – Clasificado a Play-off.

### Grupo A
| Equipo            | Pts | PJ | PG | PE | PP | GF | GC | Dif |
| ----------------- | --- | -- | -- | -- | -- | -- | -- | --- |
| Italia            | 6   | 3  | 2  | 0  | 1  | 7  | 4  | +3  |
| Ucrania           | 5   | 3  | 1  | 2  | 0  | 3  | 2  | +1  |
| Noruega           | 4   | 3  | 1  | 1  | 1  | 3  | 2  | +1  |
| Irlanda del Norte | 1   | 3  | 0  | 1  | 2  | 0  | 5  | -5  |

| 15 de julio de 2024, 16:30 | Italia                       | 2:1 (1:1) | Noruega     | Seaview, Belfast          |                           |
|                            | - Di Maggio 44' - Zeroli 51' | Reporte   | - 35' Braut | Árbitro(s): Marian Barbou | Árbitro(s): Marian Barbou |

| 15 de julio de 2024, 20:00 | Irlanda del Norte | 0:0     | Ucrania | Inver Park, Larne        |                          |
|                            |                   | Reporte |         | Árbitro(s): Luka Bilbija | Árbitro(s): Luka Bilbija |

| 18 de julio de 2024, 16:30 | Noruega | 0:0     | Ucrania | Seaview, Belfast              |                               |
|                            |         | Reporte |         | Árbitro(s): Henrik Nalbandyan | Árbitro(s): Henrik Nalbandyan |

| 18 de julio de 2024, 20:00 | Irlanda del Norte | 0:3 (0:2) | Italia                            | Inver Park, Larne           |                             |
|                            |                   | Reporte   | - 15' Zeroli - 45+2', 48' Camarda | Árbitro(s): Ishmael Barbara | Árbitro(s): Ishmael Barbara |

| 21 de julio de 2024, 20:00 | Noruega          | 2:0 (1:0) | Irlanda del Norte | Seaview, Belfast                |                                 |
|                            | - Braut 34', 65' | Reporte   |                   | Árbitro(s): Sander van der Eijk | Árbitro(s): Sander van der Eijk |

| 21 de julio de 2024, 20:00 | Ucrania                                             | 3:2 (1:1) | Italia                   | Inver Park, Larne           |                             |
|                            | - Synchuk 7' - Krevsun 54' - Ponomarenko 75' (pen.) | Reporte   | - 34' Ebone - 52' Romano | Árbitro(s): Vassilis Fotias | Árbitro(s): Vassilis Fotias |

### Grupo B
| Equipo    | Pts | PJ | PG | PE | PP | GF | GC | Dif |
| --------- | --- | -- | -- | -- | -- | -- | -- | --- |
| Francia   | 7   | 3  | 2  | 1  | 0  | 8  | 5  | +3  |
| España    | 5   | 3  | 1  | 2  | 0  | 5  | 4  | +1  |
| Turquía   | 2   | 3  | 0  | 2  | 1  | 5  | 6  | -1  |
| Dinamarca | 1   | 3  | 0  | 1  | 2  | 6  | 9  | -3  |

| 16 de julio de 2024, 16:30 | Dinamarca            | 1:2 (1:1) | España                         | Inver Park, Larne               |                                 |
|                            | - Krüger-Johnsen 43' | Reporte   | - 26' Chema Andrés - 79' Bravo | Árbitro(s): Sander van der Eijk | Árbitro(s): Sander van der Eijk |

| 16 de julio de 2024, 20:00 | Francia                           | 2:1 (0:1) | Turquía    | Seaview, Belfast            |                             |
|                            | - Michal 65' - Jacquet 86' (pen.) | Reporte   | - 4' Fidan | Árbitro(s): Vassilis Fotias | Árbitro(s): Vassilis Fotias |

| 19 de julio de 2024, 16:30 | Dinamarca                       | 2:4 (0:1) | Francia                                               | Inver Park, Larne        |                          |
|                            | - Olsson 87' - Simmelhack 90+3' | Reporte   | - 19' Bahoya - 65' Aiki - 79' Bouabré - 85' Assoumani | Árbitro(s): Luka Bilbija | Árbitro(s): Luka Bilbija |

| 19 de julio de 2024, 20:00 | Turquía  | 1:1 (0:0) | España            | Seaview, Belfast         |                          |
|                            | - Ay 90' | Reporte   | - 55' Gasiorowski | Árbitro(s): Marian Barbu | Árbitro(s): Marian Barbu |

| 22 de julio de 2024, 20:00 | Turquía                                  | 3:3 (1:1) | Dinamarca                                             | Seaview, Belfast            |                             |
|                            | - Bars 27' - Yıldırım 53' - Sarikaya 70' | Reporte   | - 18' Schwartau - 64' Krüger-Johnsen - 76' Simmelhack | Árbitro(s): Ishmael Barbara | Árbitro(s): Ishmael Barbara |

| 22 de julio de 2024, 20:00 | España                        | 2:2 (0:1) | Francia                      | Inver Park, Larne             |                               |
|                            | - Rodríguez 65' - Keddari 74' | Reporte   | - 13' Bouabré - 90' Atangana | Árbitro(s): Henrik Nalbandyan | Árbitro(s): Henrik Nalbandyan |

## Fase Final

### Cuadro de desarrollo
|  | Semifinales   | Semifinales |             |   | Final | Final |
|  |               |             |             |   |       |       |
|  | 25 de julio   |             |             |   |       |       |
|  |               |             |             |   |       |       |
|  | Italia        | 0           |             |   |       |       |
|  | Italia        | 0           | 28 de julio |   |       |       |
|  | España (t.s.) | 1           |             |   |       |       |
|  | España (t.s.) | 1           | España      | 2 |       |       |
|  | 25 de julio   |             | España      | 2 |       |       |
|  |               | Francia     | 0           |   |       |       |
|  | Francia       | Francia     | 0           | 1 |       |       |
|  | Francia       |             |             | 1 |       |       |
|  | Ucrania       | 0           |             |   |       |       |
|  | Ucrania       | 0           |             |   |       |       |

|  | Play-off     |        |
|  |              |        |
|  | 25 de julio  |        |
|  |              |        |
|  | Noruega (p.) | 1 (10) |
|  | Noruega (p.) | 1 (10) |
|  | Turquía      | 1 (9)  |
|  | Turquía      | 1 (9)  |

### Play-off para la Copa Mundial Sub-20 de 2025
| 25 de julio de 2024, 17.30 | Noruega                                                                                                  | 1:1 (1:1, 1:0) (t. s.)(10:9 p.) | Turquía                                                                                 | Seaview, Belfast                |                                 |
|                            | - Holten 15'                                                                                             | Reporte                         | - 81' Vural                                                                             | Árbitro(s): Sander van der Eijk | Árbitro(s): Sander van der Eijk |
|                            | | Tiros desde el punto penal      |                                                                                         |                                 |                                 |
|                            | - Holten - Andresen - Granaas - Aukland - Braut - Helland - Pedersen - Bang-Kittilsen - Gonstad - Røsten |                                 | - Uzun - Bülbül - Demircan - Vural - Yıldırım - Ay - Kayalı - Sarıkaya - Yılmaz - Gezek |                                 |                                 |

### Semifinales
| 25 de julio de 2024, 15:00 | Italia | 0:1 (0:0, 0:0) (t. s.) | España         | Windsor Park, Belfast    |                          |
|                            |        | Reporte                | - 100' Fortuny | Árbitro(s): Marian Barbu | Árbitro(s): Marian Barbu |

| 25 de julio de 2024, 20:00 | Francia        | 1:0 (0:0) | Ucrania | Windsor Park, Belfast       |                             |
|                            | - Atangana 61' | Reporte   |         | Árbitro(s): Ishmael Barbara | Árbitro(s): Ishmael Barbara |

### Final
| 28 de julio de 2024, 20:00 | España                 | 2:0 (1:0) | Francia | Windsor Park, Belfast       |                             |
|                            | - Bravo 41' - Diao 69' | Reporte   |         | Árbitro(s): Vassilis Fotias | Árbitro(s): Vassilis Fotias |

| Bandera de España |
| Campeón           |
| España            |
| 12.º título       |

## Clasificados para la Copa Mundial Sub-20 de la FIFA
Los siguientes cinco equipos de la UEFA se clasificaron para la Copa Mundial de Fútbol Sub-20 de 2025. 
| Equipo  | Clasificado en fecha | Apariciones previas en la Copa Mundial de Fútbol Sub-201                                      |
| ------- | -------------------- | --------------------------------------------------------------------------------------------- |
| Italia  | 18 de julio de 2024  | 8 (1977, 1981, 1987, 2005, 2009, 2017, 2019, 2023)                                            |
| Francia | 19 de julio de 2024  | 8 (1977, 1997, 2001, 2011, 2013, 2017, 2019, 2023)                                            |
| Ucrania | 21 de julio de 2024  | 4 (2001, 2005, 2015, 2019)                                                                    |
| España  | 22 de julio de 2024  | 15 (1977, 1979, 1981, 1985, 1989, 1991, 1995, 1997, 1999, 2003, 2005, 2007, 2009, 2011, 2013) |
| Noruega | 25 de julio de 2024  | 3 (1989, 1993, 2019)                                                                          |

1 Negrita indica campeones de ese año. Cursiva indica sede para ese año .